# Ein Gespräch im Hause Stein über den abwesenden Herrn von Goethe
Ein Gespräch im Hause Stein über den abwesenden Herrn von Goethe ist ein Ein-Personen-Schauspiel in fünf Akten des Dramatikers Peter Hacks, das zu den weltweit erfolgreichsten deutschen Bühnenwerken des 20. Jahrhunderts zählt.

## Handlung
Das Drama hat keine offensichtliche Handlung. Es besteht vielmehr aus einer sehr langen, an den eigenen Ehemann, den herzoglichen Stallmeister von Sachsen-Weimar-Eisenach, Freiherr Gottlob Ernst Josias Friedrich von Stein (1735–1793) (als ausgestopfte Puppe nach Hacksens Regieanweisung), bzw. an das Publikum gerichteten Verteidigungsrede, in der sich die Hofdame Charlotte von Stein der Vorwürfe des ganzen Weimar erwehrt, sie sei schuld an Johann Wolfgang von Goethes fluchtartigem Weggang aus Weimar im Jahre 1786 nach Italien.

„Ich bin nun die Ursache davon, daß er uns heimlich verlassen hat, über Nacht, unangekündigt, ohne Abschied oder Erlaubnis. Der Staat ist ohne Minister, der Hof ohne Spielmeister, das Theater ohne Direktor, das Land ohne seinen großen Mann.“

Im Laufe der fünf Akte erklärt Stein ihre über zehnjährige Beziehung zu Goethe, der ihr anvertraut wurde, um ihn am Weimarer Hof einzuführen und ihn mit den Gepflogenheiten am Hofe vertraut zu machen. Es entwickelte sich eine Liebesbeziehung zwischen der Hofdame und dem jüngeren Dichter. Die verschmähte Geliebte ergeht sich in Tiraden gegen Goethe. Sie schildert sein in ihren Augen unhöfliches und überhebliches Verhalten den anderen Hof- und Regierungsmitgliedern gegenüber („Wir haben die Gewohnheit aufkommen lassen zu dulden, daß er in Gesellschaft abseits hockt und mit Wasserfarben malt, die wir ihm, verpflichtet, wie wir uns schon fühlen, eigens hinstellen. Damit er nur beschäftigt ist, wenn wir ihn langweilen.“), seine Sprunghaftigkeit, die sie als unverschämt empfand, seine politischen Ansichten und Ziele (z. B. die Aufhebung der Steuerfreiheit des Adels), die sie ablehnte, und die Mühe, die sie hatte, ihn zu erziehen.
Am Ende des Stückes bahnt sich eine Versöhnung und neuerliche Vereinigung von Goethe und Stein an. Als Stein einen Brief von Goethe aus Italien empfängt, von dessen Inhalt sie glaubt, es handle sich um einen Heiratsantrag, offenbart sie ihre Absichten ihrem Gatten, noch bevor sie den Brief öffnet („Ja, mein Gemahl, ich kann Ihnen die lästigen Umstände einer Scheidung nicht ersparen. […] Wer will mich aufhalten, wenn ich nun den letzten Schritt tue, um von der Charlotte von Stein zur Charlotte von Goethe herabzusteigen?“). Als sie den Brief öffnet, erfährt sie allerdings nur, dass Goethe in Italien glücklich und das Wetter schön ist.

## Erste Aufführungen in Dresden und Berlin
Am 20. März 1976 wurde das Schauspiel zunächst im Kleinen Haus des Staatstheaters Dresden unter der Leitung des Regisseurs Klaus Dieter Kirst inszeniert. Traute Richter spielte die Frau von Stein. Sieben Monate später, am 16. Oktober 1976, folgte am Berliner Maxim Gorki Theater die Inszenierung von Wolfram Krempel mit Karin Gregorek als Stein. Beide Regisseure feierten bereits zuvor große Erfolge mit Inszenierungen von Hacks-Stücken.

## Rezeption und Erfolg
Peter Hacks’ erfolgreichstes Werk wurde überschwänglich aufgenommen, sowohl von den beiden Premierenpublika in Dresden und Berlin als auch von Kritikern in beiden deutschen Staaten.

„Der Autor war da und konnte zusammen mit den Interpreten die begeisterte Zustimmung des Premierenpublikums entgegennehmen.“

„Man trampelte im Dresdner Kleinen Haus vor Begeisterung.“

„[…] ein blendendes, dramaturgisch vollendetes Monodrama.“

„Peter Hacks [ist] ein brillantes Theaterstück gelungen.“

Ein Gespräch im Hause Stein über den abwesenden Herrn von Goethe wurde auf mehr als 200 deutschen Bühnen sowie in 25 weiteren Ländern, u. a. in Argentinien, CSSR, Frankreich, Italien, Japan, Jugoslawien, Kanada, Niederlande, Polen, Russland, Schweden, Spanien und den USA, aufgeführt.
Marcel Reich-Ranicki nahm Ein Gespräch im Hause Stein in seinen Kanon der lesenswerten deutschsprachigen Werke auf.

## Hör- und Fernsehspiel
Das Stück wurde mehrfach für Rundfunk, Fernsehen und Schallplatte inszeniert, so u. a. 1981 in einer Bearbeitung von Ernst-Frieder Kratochwil als Hörspiel für den Rundfunk der DDR. In der Regie von Werner Grunow ist Inge Keller in der Hauptrolle zu hören. Als Fernsehspiel wurde es 1979 vom Fernsehen der DDR mit Karin Gregorek als Frau von Stein produziert.

### Hör- und Fernsehspiele, Lesungen (Auswahl)
- 1976: Hörspiel, WDR mit Maria Becker
- 1978: Hörspiel, DRS mit Agnes Fink
- 1979: Fernsehspiel, DDR-Fernsehen mit Karin Gregorek
- 1979: Lesung, Deutsche Grammophon mit Nicole Heesters
- 1981: Hörspiel, VEB Deutsche Schallplatten / LITERA mit Karin Gregorek

## Ausgaben
- Peter Hacks: Ein Gespräch im Hause Stein über den abwesenden Herrn von Goethe. Schauspiel. Herausgegeben von Ralf Klausnitzer. Kommentierte Werke in Einzelausgaben. Aurora, Berlin 2010, ISBN 978-3-359-02514-6.